# Não Matrioshka
Não Matrioshka là một siêu kiến trúc giả tưởng được đề xuất bởi Robert Bradbury, dựa trên cơ sở Quả cầu Dyson, Bradbury đề xuất một cỗ máy có năng lực tính toán siêu hạng. Nó là một ví dụ cho động cơ sao loại B, sử dụng toàn bộ năng lượng phát xạ của một ngôi sao cho một máy tính. 
Cái tên này có nguồn gốc từ búp bê Matryoshka của Nga.

## Khái niệm
Khái niệm não matrioshka được Robert Bradbury phát minh để thay thế cho não Sao Mộc - một khái niệm tương tự như não matrioshka, nhưng trên quy mô hành tinh và được tối ưu hóa để giảm thiểu trễ truyền tín hiệu. Não matrioshka được thiết kế tập trung vào việc tăng công suất máy và hấp thu tối đa năng lượng mà ngôi sao phát xạ, trong khi não Sao Mộc nghiêng về tốc độ tính toán hơn.
Một cấu trúc như vậy sẽ gồm hai hoặc nhiều hơn (thường là nhiều) quả cầu Dyson lồng vào nhau và bao quanh một ngôi sao. Phần lớn của cấu trúc sẽ gồm các máy tính nano. Những máy tính này phần nào cũng sẽ hấp thu năng lượng phát ra giữa các sao và không gian liên sao. Một lớp vỏ (hay một quả cầu Dyson trong thiết kế) sẽ hấp thụ năng lượng bức xạ từ bên trong, và tái phát xạ năng lượng ra lớp ngoài. Các máy tính nano của mỗi lớp vỏ sẽ được thiết kế để vận hành ở các nhiệt độ khác nhau; những lớp bên trong có thể có nhiệt độ nóng gần với ngôi sao, trong khi lớp ngoài nhiệt độ mát mẻ như không gian liên sao.
Ý tưởng chính của cỗ máy là việc hấp thu từng phần năng lượng "thấm qua" các lớp vỏ, số lượng vỏ (lớp) có thể được phát triển theo hướng này, phần còn lại là chi tiết.
Ý tưởng về bộ não matrioshka không hề vi phạm bất kỳ định luật vật lý nào hiện nay, mặc dù chi tiết kỹ thuật của kiến trúc rất đáng kinh ngạc, một dự án như vậy yêu cầu phải "tháo dỡ" phần lớn (hoặc tất cả) các hành tinh trong hệ hành tinh của sao làm vật liệu.

## Ứng dụng
Các ứng dụng của một nguồn tài nguyên tính toán như vậy chỉ bị hạn chế bởi trí tưởng tượng của loài người. Trong tiểu thuyết Accelerando của Charles Stross, ông đề nghị sử dụng nó để chạy các mô phỏng hoàn hảo hoặc chuyển tải toàn bộ ý thức con người vào một không gian thực tại ảo tạo ra bởi não Matrioshka. Stross thậm chí đã đi xa tới mức cho rằng một loài như vậy có đủ sức mạnh để chinh phục, kiểm soát, và cấu trúc vũ trụ của chính nó.
Trong Godplayers (2005), Damien Broderick đoán rằng một não matrioshka sẽ cho phép mô phỏng toàn bộ các vũ trụ khác.
Nhà tương lai học và nhà văn siêu nhân loại chủ nghĩa Anders Sandberg đã có một bài luận đăng ở Viện Môi trường và Kỹ thuật năng lượng suy đoán về tác động của các máy tính quy mô lớn như não Matrioshka.

## Bình luận
Khái niệm não Matrioshka đã được người phát minh ra nó, ông Robert Bradbury đưa trong cuốn sách Năm một triệu: Khoa học ở biên giới xa xăm của tri thức (Year Milion: Science at the Far Edge of Knowledge) và được sự quan tâm của nhiều nhà phê bình trên thời báo Los Angeles và thời báo phố Wall
Ý tưởng về một thiết bị tính toán siêu mạnh đã được thảo luận trong một bài luận của Nick Bostrom trong tờ Triết học hàng quý. Bostrom đoán rằng nhân loại phát triển tới một giai đoạn hậu loài người sẽ phải sử dụng những máy tính cực lớn trước khi bước vào những giai đoạn sử dụng các máy như não Matrioshka. Đi sâu hơn, Bostrom đoán rằng loài người có thể là các diễn viên trong một thực tại ảo tạo ra bởi một máy tính khổng lồ.
mà Raymond Kurzweil đã đề cập đến vài lần trong cuốn sách Điểm kỳ dị đến gần (The Singularity Is Near, 2005) của ông. Luận điểm của ông là tồn tại trong máy tính cũng "thực" như trong sinh quyển bình thường - nếu tồn tại như vậy là có thực. Một bài báo được đăng vào tháng tư 2003 của tạp chí Hội Xuyên Hành Tinh Anh Quốc (British Interplanetary Society) cũng đã thảo luận về vấn đề này.

## Não Sao Mộc
Não Sao Mộc là lý thuyết về siêu kiến trúc tính toán cấp hành tinh. Khác với não Matrioshka, não Sao Mộc được tối ưu hóa cho giảm thiểu trễ truyền tín hiệu, do vậy mà có một cấu trúc nhỏ gọn. Phát điện và tản nhiệt là các vấn đề quan trọng trong thiết kế não Sao Mộc.
Trong khi một vật thể rắn có kích thước và khối lượng của một hành tinh đá hay khí lớn không thể được xây dựng bằng cách sử dụng bất kỳ tài liệu nào hiện đang biết đến, một cấu trúc như vậy có thể được xây dựng dưới dạng lưới mật độ thấp với khối lượng tương đương một Mặt Trăng lớn hoặc một hành tinh đá cỡ nhỏ nhưng với thể tích lớn hơn rất nhiều, hoặc ở dạng đặc nhưng không cứng như khối lượng và mật độ của một hành tinh (miễn là các độ dốc nhiệt độ được kiểm soát cẩn thận để tránh được hiện tượng đối lưu).